# 巴巴里獅
巴巴里獅（Panthera leo leo），也叫北非獅、阿特拉斯獅，是獅子的第二大亞種和指名亞種之一，但IUCN尚未對該亞種進行評估，因此待確認，目前暫定為野外灭绝。現時在歐洲只有少於40隻飼養的巴巴里獅，全球則少於一百隻。
巴巴里獅（英語：Barbary lion）以巴巴里海岸得名。牠們曾是羅馬人的鬥獸、牧民的敵人、蘇丹的寵物、狩獵非洲的終極目標。這個亞種的獅子是指名亞種，也是在西方世界最早被認識、命名的亞種。形貌特徵比其他亞種都更接近老虎。生活習性也同老虎類似傾向於獨居。
巴巴里獅以往分佈在北非，由摩洛哥、阿爾及利亞、突尼西亞、利比亞至埃及。野外最後的巴巴里獅是於1922年在阿特拉斯山脈被射殺。相信牠們不單在野外滅絕，連同飼養的也都已經消失。不過，在一些動物園或馬戲團內可能仍有巴巴里獅的存在。
巴巴里獅通常被認為是獅子亞種中最重的。雄獅重180-272公斤，雌獅則重130-180公斤，約有孟加拉虎的重量。一些歷史悠久的文献指一些雄性巴巴里獅可重達270公斤，一些學者卻指牠們的重量被誇大了，即便是圈養的巴巴里獅的樣本太小也未必能夠達到這大小，無法斷定是最大的獅子亞種，可能只有如東非獅子的大小。

## 歷史
根據頭顱骨的DNA測試，於中世紀飼養在倫敦塔內的是巴巴里獅。放射性碳定年法檢測後發現，這些頭顱骨屬於1280年至1385年及1420年至1480年。山口伸行博士指前2000年沿尼羅河及西奈半島文明的增加，基因流動受到阻礙，令巴巴里獅被孤立出來。牠們在約100年前仍然分佈在非洲西北部的利比亞、突尼西亞、阿爾及利亞及摩洛哥的野外。
於19世紀及20世紀初，酒店及馬戲團內均會飼養巴巴里獅。在倫敦塔內的獅子於1835年因人道問題而遷往倫敦動物園。

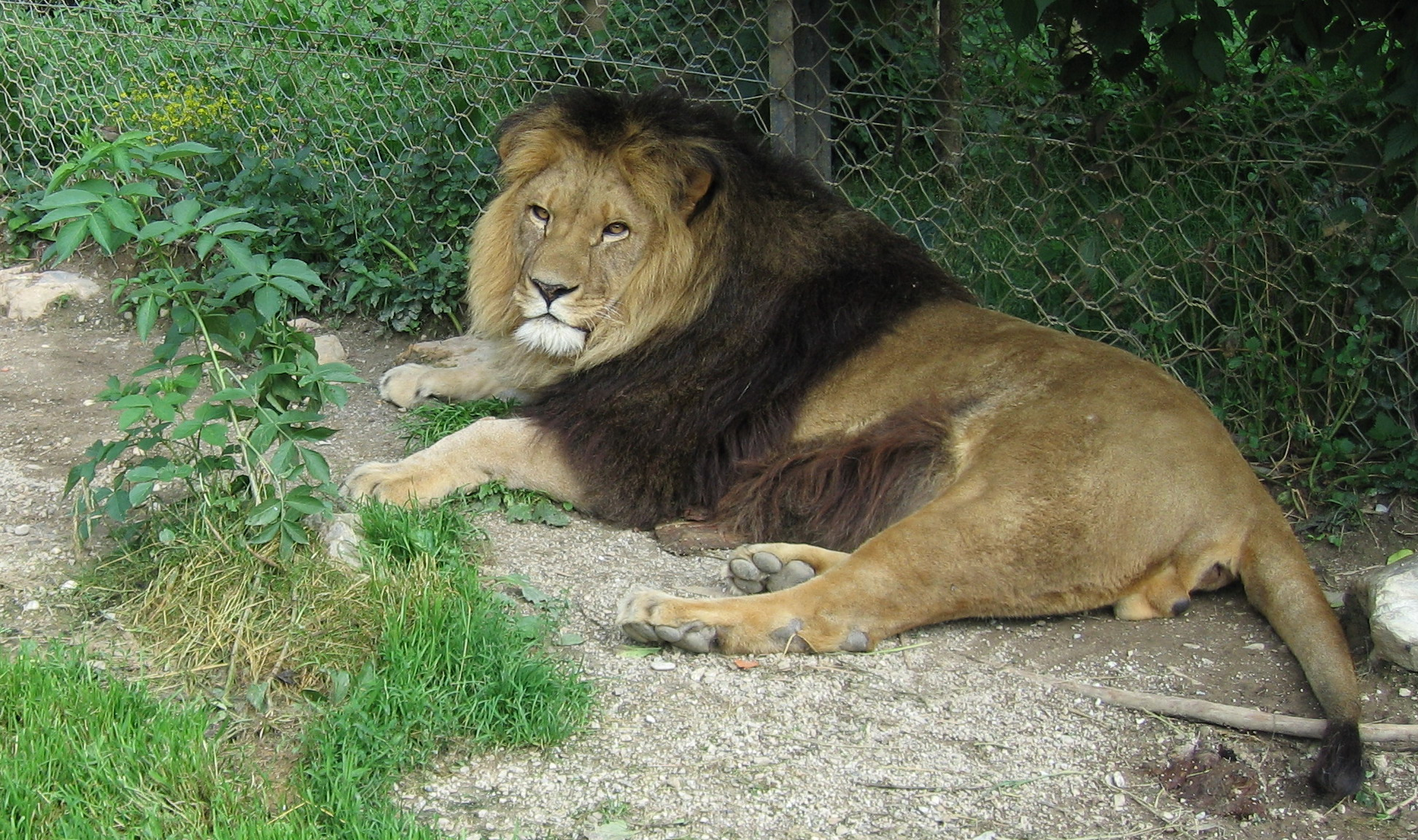
盧布爾雅那動物園內飼養的獅子，可能也是一隻巴巴里獅。

在萊比錫動物園有一隻是巴巴里獅。另外在林普尼港野生動物園內，就有12隻獅子是摩洛哥蘇丹所飼養的後裔，相信也是巴巴里獅。再者，有11隻懷疑是巴巴里獅的獅子在亞的斯亞貝巴的動物園。
以往科學家認為巴巴里獅的特徵在於其外在形態，尤其是牠們較厚的鬃毛。但是多種外來因素也可以影響獅子的外觀，如氣溫。由於歐洲及北美洲動物園的氣溫較低，一般的獅子也會長出如巴巴里獅般的鬃毛。故此特徵已不被認為是適合分辨巴巴里獅。
在一些巴巴里獅後裔中發現了一個獨有的粒線體DNA單模標本，故其亞種地位得以確立。這個發現可以幫助在分子層面分辨巴巴里獅。五個樣本發現摩洛哥蘇丹所飼養的後裔並非源自巴巴里獅。另外一隻在新維德縣動物園的獅子，根據粒線體DNA的測試結果，發現並非源自撒哈拉以南非洲，故有可能是巴巴里獅的後裔。

## 親緣關係
在比較巴巴里獅、穴獅、亞洲獅及其他非洲獅子的頭顱骨後，發現巴巴里獅與亞洲獅有相同的特徵：非常狹窄的眶後棒。這顯示巴巴里獅與非洲北部及亞洲的獅子是近親。另外，於80年至100年間滅絕的南部歐洲獅，可能就是牠們之間的連繫。